# Steffen Bohl
Steffen Bohl (* 28. Dezember 1983 in Bad Dürkheim) ist ein ehemaliger deutscher Fußballspieler.

## Karriere
Bohls erste Stationen waren TuS Wachenheim (Jugend), VfL Neustadt/Weinstraße (Jugend) und SV Weingarten (Oberliga).
In der Saison 2005/06 spielte er beim 1. FC Kaiserslautern, zunächst in der Regionalliga Süd beim 1. FCK II (23 Einsätze, mit sechs Toren bester Torschütze des Teams, eine Gelbe und eine Rote Karte). Zum Ende der Spielzeit kam er zu zwei Kurzeinsätzen in der Bundesliga in den Spielen gegen Eintracht Frankfurt und den VfL Wolfsburg. Seit Juni 2006 war er Lizenzspieler der ersten Mannschaft des FCK, die in der Saison 2006/07 in der 2. Bundesliga spielte. Er erzielte am 5. Spieltag im Heimspiel gegen die TuS Koblenz zwei Tore nach seiner Einwechslung. Der 1. FC Kaiserslautern gewann das Spiel nach einem 0:2-Rückstand mit 4:3. In der Saison 2007/08 absolvierte Steffen Bohl 20 Pflichtspiele für den 1. FC Kaiserslautern in der 2. Bundesliga und erzielte dabei drei Treffer. Zum Ende der Saison verließ er den Verein, da er seine Leistungen durch Trainer Milan Šašić und dessen Vorgänger Kjetil Rekdal nicht ausreichend gewürdigt sah. Er fand aber lange Zeit keinen neuen Arbeitgeber. Ende August 2008, kurz vor Schließung des Transfermarktes, schloss sich Bohl dem VfR Aalen in der 3. Liga an. In der Saison 2008/09 kam er dort zu 32 Einsätzen und erzielte sechs Tore, eines davon zum Ausgleich im letzten Saisonspiel bei der SpVgg Unterhaching, das letztlich mit 1:2 verloren wurde, was den Abstieg bedeutete. 
Zur Saison 2009/10 wechselte Bohl zum Zweitliga-Absteiger SV Wehen Wiesbaden. Mit seinen dortigen Mannschaftskameraden Sebastian Reinert, Fabian Schönheim, Benjamin Weigelt und Marcel Ziemer hatte er bereits beim FCK gespielt. Am 3. Januar 2011 unterschrieb er einen bis zum 30. Juni 2012 laufenden Vertrag bei Eintracht Braunschweig. Nach vier Einsätzen in der Saison 2011/12 spielte er sich in der Zweitligasaison 2012/13 wieder in den Kader der Eintracht. Am Ende stieg er mit der Eintracht in die Bundesliga auf, sein Vertrag wurde jedoch nicht verlängert, so dass er den Verein im Sommer 2013 verließ. Bohl unterschrieb im November 2013 einen Vertrag bis zum Saisonende bei Energie Cottbus und wechselte nach dem Abstieg zur Saison 2014/15 ablösefrei zum MSV Duisburg. Dort wurde er Mannschaftskapitän und Stammspieler, wenngleich es mehrfach zu kürzeren Verletzungspausen kam. 2015 erreichte er mit der Mannschaft den Aufstieg in die 2. Bundesliga. Nach dem Wiederabstieg in die 3. Liga verließ er Duisburg im Sommer 2016. Er wechselte zur SV Elversberg in die Regionalliga; sein Vertrag lief bis 2019. Dort beendete Bohl, zuletzt nur noch Spieler in der 2. Mannschaft, am 30. Juni 2019 seine aktive Karriere.

## Erfolge
- 2013: Vizemeister der 2. Bundesliga  und  Aufstieg in die Fußball-Bundesliga (mit Eintracht Braunschweig)
- 2015: Vizemeister der 3. Liga und  Aufstieg in die 2. Fußball-Bundesliga (mit dem MSV Duisburg)